# SAS: l'ostaggio di Teheran
SAS: l'ostaggio di Teheran (titolo originale L'otage d'Oman) è un romanzo di spionaggio del 1987 dello scrittore francese Gérard de Villiers. Il romanzo fa parte della serie dedicata a SAS Malko Linge, agente speciale della CIA.

## Trama
William Shackley, capo della CIA in Libano, viene rapito da miliziani sciiti filoiraniani e tenuto prigioniero in un sotterraneo di Beirut, dove è sottoposto a torture disumane dai suoi carcerieri. 
La CIA lavora su ogni possibile pista per ottenere la liberazione di Shackley ed un possibile spiraglio sembra aprirsi in Oman, grazie alla rete di conoscenze del potente e ricchissimo Alì Al Faker, uomo di fiducia del sultano.
La CIA affida la missione in Oman all'agente "nero" Malko Linge, che arriva a Mascate affiancato da due formidabili agenti, Chris Jones e Milton Brabeck.
I tre agenti prendono alloggio al lussuosissimo hotel Al Bustan, il cui nono piano è riservato in via esclusiva al sultano ed ai suoi amici ed è protetto dai soldati della guardia reale.

## Edizioni
- Gérard de Villiers, SAS: l'ostaggio di Teheran, traduzione di Mario Morelli, collana Segretissimo, n. 1087, Mondadori, 1987,  p. 143.
- Gérard de Villiers, Sas avenue; L'ostaggio di Teheran, traduzione di Mario Morelli, A. Mondadori, Milano 1997